# الألمانية الدنيا
الألمانية الدنيا أو السكسونية الدنيا هي لغة جرمانية غربية تستعمل بشكل أساسي في شمال ألمانيا وشرق هولندا. وهي منحدرة مباشرةً من السكسونية القديمة في أقدم أشكالها. كان انتشار اللغة تاريخياً أوسع منه اليوم، حيث كان يتم التحدث بها في شمال بولندا وأوبلاست كالينينغرادسكايا في روسيا وجزءٍ من شمال ليتوانيا. إلا أنَّ متحدثي الألمانية في هذه البلدان طُرِدُوا منها عقب انتهاء الحرب العالمية الثانية وهزيمة الألمان. كان الألمان البلطيقيون الذين سكنوا فيما مضى دول البلطيق يتحدثون الألمانية الدنيا، كما كانت الألمانية الدنيا الوسيطة هي لغة التواصل المشترك في الرابطة الهانزية، وكان لها تأثير بارزٌ على اللغات الإسكندنافية.

## اللهجات
للغة الألمانية الدنيا عدة لهجات أو ألسن، منها:
في ألمانيا:
- الألمانية الدنيا الغربية:
  - السكسونية الدنيا الفريزية الشرقية.
  - السكسونية الدنيا الشمالية.
  - اللغة الفالية الغربية.
  - اللغة الفالية الشرقية.
- الألمانية الدنيا الشرقية:
  - البراندنبورغية.
  - الميكلنبورغية-الفوربوميرية.
  - البوميرانية الشرقية.
  - البروسية الدنيا.
  - البلوتيدييتش.